# Krasna Łąka
Krasna Łąka is een plaats in het Poolse district  Sztumski, woiwodschap Pommeren. De plaats maakt deel uit van de gemeente Mikołajki Pomorskie en telt 250 inwoners.